# Фінал кубка Англії з футболу 1905
Фінал кубка Англії з футболу 1905 — 34-й фінал найстарішого футбольного кубка у світі. Учасниками фіналу були «Ньюкасл Юнайтед» і «Астон Вілла». Володарем кубкового трофею стала «Астон Вілла».

## Шлях до фіналу
| «Астон Вілла» | «Астон Вілла» | «Астон Вілла»                                                     | Раунд        | «Ньюкасл Юнайтед»   | «Ньюкасл Юнайтед» | «Ньюкасл Юнайтед»                                                 |
| ------------- | ------------- | ----------------------------------------------------------------- | ------------ | ------------------- | ----------------- | ----------------------------------------------------------------- |
| Суперник      | Результат     | Матчі                                                             |              | Суперник            | Результат         | Матчі                                                             |
| «Лестер Фосс» | 5—1           | 5—1 вдома                                                         | Перший раунд | «Плімут Аргайл»     | 4—2               | 1—1 вдома, 1—1 на виїзді (перегравання), 2—0 вдома (перегравання) |
| «Бері»        | 3—2           | 3—2 вдома                                                         | Другий раунд | «Тоттенгем Готспур» | 5—1               | 1—1 на виїзді, 4—0 вдома (перегравання)                           |
| «Фулгем»      | 5—0           | 5—0 вдома                                                         | Третій раунд | «Болтон Вондерерз»  | 2—0               | 2—0 на виїзді                                                     |
| «Евертон»     | 3—2           | 1—1 на нейтральному полі, 2—1 на нейтральному полі (перегравання) | 1/2 фіналу   | «Венсдей»           | 1—0               | 1—0 на нейтральному полі                                          |

## Матч
| 15 квітня 1905 |

| Астон Вілла     | 2:0      | Ньюкасл Юнайтед |
| --------------- | -------- | --------------- |
| Гемптон 2', 76' | Протокол |                 |

| Крістал Пелес, Лондон Глядачів: 101 117 Арбітр: Пет Гарровер |

|  |  |

|                  |  |                    |  |
|                  |  |                    |  |
| В                |  | Біллі Джордж       |  |
| З                |  | Говард Спенсер (к) |  |
| З                |  | Альф Майлз         |  |
| ПЗ               |  | Джо Пірсон         |  |
| ПЗ               |  | Алекс Лік          |  |
| ПЗ               |  | Джек Віндмілл      |  |
| Н                |  | Біллі Браун        |  |
| Н                |  | Біллі Гарраті      |  |
| Н                |  | Гаррі Гемптон      |  |
| Н                |  | Джо Бейч           |  |
| Н                |  | Берт Голл          |  |
| Головний тренер: |  |                    |  |
| Джордж Ремзі     |  |                    |  |

|                  |  |                  |  |
|                  |  |                  |  |
| В                |  | Джиммі Лоуренс   |  |
| З                |  | Енді Маккомбі    |  |
| З                |  | Джек Карр        |  |
| ПЗ               |  | Алекс Гарднер    |  |
| ПЗ               |  | Енді Ейткен      |  |
| ПЗ               |  | Пітер Маквілліам |  |
| Н                |  | Джок Ратерфорд   |  |
| Н                |  | Джеймс Гоуві     |  |
| Н                |  | Біллі Еплярд     |  |
| Н                |  | Колін Вейтч (к)  |  |
| Н                |  | Берт Госнелл     |  |
| Головний тренер: |  |                  |  |
| Френк Ватт       |  |                  |  |